# Observatorul Ōizumi
Observatorul Ōizumi (cod 411) este un observator astronomic privat din Ōizumi, Prefectura Gunma, Japonia. Takao Kobayashi a descoperirit numeroase planete minore la acest observator. De la înființare, Kobayashi a descoperit peste 1200 asteroizi cu ajutorul unui telescop de 250 mm. Acest observator a descoperit 2464 de asteroizi din 1991 până în anul 2002 și a publicat 30784 de măsurări astronomice făcute din 1990 până în anul 2008.